# Self Service Information
Self Service Information (Abk.: SSI) bezeichnet Informationssysteme, welche vom Benutzer in Selbstbedienung (self service) genützt werden können. Üblicherweise wird dazu ein PC oder Terminal mit einer vorgegebenen, beschränkten Eingabemöglichkeit zur Abfrage von voreingestellten Datenbankinhalten  verwendet. Weltweit typische Anwendungsgebiete sind Stellenangebote bei Arbeitsstellenvermittlungen, Lagerstands- und Produktabfragen, öffentliche Adress- und Telefonbuch Abfrageterminals und Verkehrsverbindungsinformationsterminals. Mit der Verbreitung des Internets werden SSI Anwendungen zunehmend auch über das World Wide Web angeboten. In diesem Sinne ist auch Wikipedia eine SSI.
In der Schweiz wurde ein SSI-System 1995 von der Schweizer Bundesverwaltung in Zusammenarbeit mit den Kantonen, Arbeitsämtern und Berufsberatungsstellen entwickelt. Über dieses System konnten an über 350 Standorten Informationen betreffend offenen Stellen, Lehrstellen und Weiterbildungsangeboten abgerufen werden. Ein vergleichbarer Dienst wurde in Deutschland unter der Bezeichnung Stellen-Informations-System (SIS) (auch Stellen-Informations-Service) entwickelt, welches in das Portal der Bundesagentur für Arbeit integriert war. Das österreichische Arbeitsmarktservice (AMS) bot diesen Dienst sowohl über lokale Terminals als auch über das Internet an. Mittlerweile wurden diese Systeme in allen drei Ländern durch umfassendere E-Service Bereiche ersetzt, die unter anderem die Suche nach offenen Stellen erlauben.
Neben den klassischen SSI-Schnittstellen des PCs oder Terminals ist auch voice self service seit Einführung der digitalen Telefonietechnik möglich. Voice self service erlaubt den sprachgesteuerten Zugriff auf Informationen.